# Marco Zoppo
Marco Zoppo, geboren als Marco di Antonio Ruggiero, auch Marco il Zoppo, Marco Zoppo da Bologna, Marco Zoppo di Squarcione (* 1433 in Cento; † 19. Februar 1478 in Venedig) war ein italienischer Maler und vermutlich auch Bildhauer.

## Leben

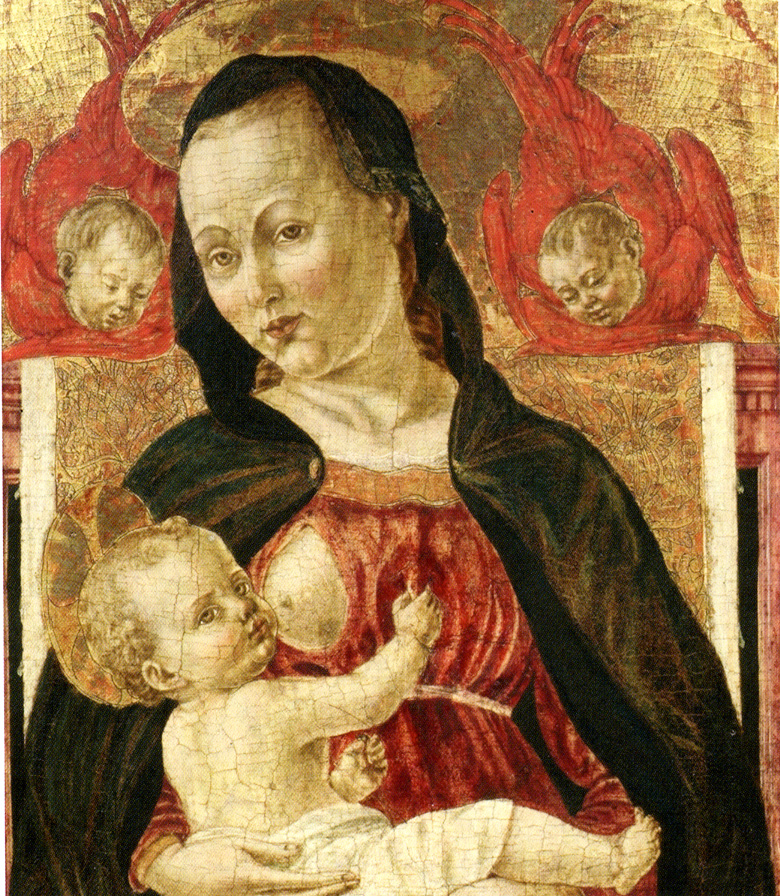
Marco Zoppo, Maria lactans

Über das frühe Wirken Zoppos ist nur wenig bekannt. Er wuchs in Cento auf und beschäftigte sich offenbar schon früh mit der Kunst. Aufgrund eines Gebrechens erhielt er daraufhin den Künstlernamen „il Zoppo“ (der Lahme), mit dem er seine Werke zu signieren begann. Bei wem er sein Handwerk erlernte, ist nicht bekannt. Neben der Malerei muss er sich aber auch schon früh mit plastischen Arbeiten beschäftigt haben. Seine erste belegbare Arbeit aus dem Jahr 1452 ist die Ausbesserung und Vergoldung einer Statue der „Maria mit dem Kinde“ aus dem 14. Jahrhundert.
In der Absicht, sich künstlerisch weiterzuentwickeln, begab er sich im Folgejahr nach Padua, wo er aufgrund seiner Begabung im April 1454 in der Werkstatt des Francesco Squarcione aufgenommen wurde. Dort kam Zoppo in Kontakt mit den Werken Donatellos und Andrea Mantegnas, dessen Können ihn so beeindruckte, dass er noch 1462 in einem Brief schrieb: „Es wäre befriedigend für mich, solche Dinge anzufertigen, die neben seinen Werken bestehen können.“ 
Hier führte er im Auftrag Squarciones eine Reihe von Gemälden und wahrscheinlich auch plastische Arbeiten aus. Um sich seine Dienste langfristig zu sichern, wurde Zoppo im Mai 1455 von Francesco Squarcione adoptiert. Noch im gleichen Jahr erkannte er aber die üblen Machenschaften, die ihn um den verdienten Lohn seiner Arbeit brachten. Verärgert ließ Zoppo die Adoption im Oktober 1455 wieder lösen und verließ Padua in Richtung Venedig. Über seinen dortigen Aufenthalt ist kaum etwas bekannt, doch lassen Analysen der Werke jener Zeit vermuten, dass er sich nun verstärkt an den dort tätigen Künstlern Jacopo Bellini, Andrea del Castagno und Bartolomeo Vivarini orientierte. Spätestens 1462 muss er sich nach Bologna begeben haben, wo er für diese Zeit dokumentiert ist. Der Weg dorthin führte ihn höchstwahrscheinlich über Ferrara, wo er die dort befindlichen Arbeiten von Piero della Francesca studieren konnte. Die Einflüsse lassen sich von da ab in seinen Werken nachweisen.
Spätestens 1471, wahrscheinlich aber schon gegen 1466/67, kehrte Zoppo nach Venedig zurück, wo er sich nun verstärkt von Giovanni Bellini beeinflussen ließ. Von dessen Vater Jacopo angespornt, begann Zoppo nun auch verstärkt damit, Zeichnungen auszuführen, von denen sich eine große Anzahl erhalten haben. In seinen letzten Lebensjahren konnte er sich dann noch für die Kunst des Antonello da Messina begeistern, dessen Wirken ebenfalls einen bleibenden Eindruck auf seine letzten Werke ausübte.
Während sich eine große Anzahl von Gemälden und Zeichnungen bis heute erhalten haben, liegt das vermutete bildhauerische Schaffen Zoppos noch immer im Dunkeln.

## Werke (Auswahl)
- Altenburg, Lindenau-Museum
  - Maria mit dem Kinde.
- Gemäldegalerie (Berlin)
  - Maria mit dem Kinde und den Heiligen Johannes der Täufer, Franziskus von Assisi, Paulus und Hieronymus, 1471
- Baltimore, Walters Art Museum
  - Der heilige Hieronymus.
- Bologna, Collegio di Spagna
  - Maria mit dem Kinde zwischen den Heiligen Hieronymus, Johannes der Evangelist, Andreas und Augustinus.
- Pinacoteca Nazionale di Bologna
  - Der heilige Hieronymus in der Wildnis, um 1470
- Bologna, Museum des Klosters San Giuseppe Sposo
  - Kruzifix.
- Bukarest, Muzeul de Arta
  - Thronende Maria mit dem Kind und Heiligen.
- Edinburgh, National Gallery of Scotland
  - Noli me tangere.
- London, Courtauld Institute of Art
  - Der heilige Sebastian in einer bergigen Landschaft mit den heiligen Hieronymus, Antonius Abbot und Christopherus, um 1475–1478
- National Gallery (London)[1]
  - Der Leichnam Christi zwischen zwei Heiligen, um 1465
  - Ein heiliger Bischof, um 1468
- Los Angeles County Museum of Art
  - Der Schuss auf den Leichnam des Vaters, um 1462 (Fragment)
- Madrid, Museo Thyssen-Bornemisza
  - Der heilige Hieronymus in der Wildnis, um 1460–1470
- New York, Metropolitan Museum of Art
  - Ein Sohn, der es ablehnt, auf die Leiche des Vaters zu schießen, um 1462 (Fragment)
- Oxford, Ashmolean Museum
  - Der heilige Petrus, um 1468
  - Der heilige Paulus, um 1470
- Paris, Musée du National du Louvre
  - Maria mit dem Kinde, von Engeln umgeben, 1455
- Pesaro, Museo Civico
  - Der tote Christus von zwei Engeln gehalten (Pietà), 1471
  - Kopf Johannes des Täufers. (zugeschrieben)
- Vaduz, Sammlungen des regierenden Fürsten von Liechtenstein
  - Dornengekrönter Christus unter einem Bogen.
- Washington, National Gallery of Art
  - Maria mit dem Kinde, um 1467/68 (zugeschrieben)
  - Der heilige Petrus, um 1468
- Wien, Kunsthistorisches Museum
  - Thronende Maria mit dem Kinde und einer Lilie von zwei Engeln angebetet
  - Vier Engel mit dem Leichnam Christi (am 30. Januar 1998 bei Sotheby’s in New York versteigert)
  - Maria mit dem Kinde (zugeschrieben – am 17. März 2005 bei Nagel in Stuttgart versteigert)